# Arn Gill
Arn Gill – strumień w północnej Anglii, w hrabstwie Durham, w całości w granicach civil parish Langleydale and Shotton. Wypływa na terenie wspólnoty gruntowej Langleydale Common, na wschodnim skraju Gór Pennińskich. Na południe od Copley łączy się z Hindon Beck, dając początek rzece Gaunless.